# Hidroxilamina
La hidroxilamina és un compost inorgànic amb la fórmula química NH₂OH. En estat pur és un compost higroscòpic, cristal·lí inestable de color blanc. Tanmateix, la hidroxilamina gairebé sempre es fa servir en solució aquosa. Es fa servir per preparar oximes. També és un intermedi en el procés biològic de la nitrificació. L'oxidació de NH₃ està mediada per l'enzim hidroxilamina oxidoreductasa (HAO).

## Producció
NH₂OH es pot produir per diverses vies. La principal és la síntesi de Raschig: el nitrit d'amoni aquós es redueix per HSO₄− and SO₂ a 0 °C per donar un anió d'hidroxilamido-N,N-disulfat:
NH₄NO₂ + 2 SO₂ + NH₃ + H₂O → 2 NH₄+ + N(OH)(OSO₂)₂2−
Aquest anió s'hidrolitza i dona (NH₃OH)₂SO₄:
N(OH)(OSO₂)₂2− + H₂O → NH(OH)(OSO₂)− + HSO₄−
2 NH(OH)(OSO₂)− + 2 H₂O → (NH
3OH)
2SO
4 + SO2−
4

## Usos
La hidroxilamina i les seves sals es fan servir d'agents reductors en moltes reaccions. També poden ser antioxidants pels àcids grassos.
També es fan servir en el revelat de fotografies.
La sal de nitrat, nitrat d'hidroxilamoni, està en estudi com propel·lent per als coets.
En el passat els biòlegs la utilitzaven per induir mutacions aleatòries entre els parell de bases de G a A, o de C a T. Actualment s'usen altres mutàgens.

## Seguretat
La hidroxilamina pot explotar si s'escalfa.
És un irritant en el tracte respiratori, pell, ulls i altres membranes mucoses.

## Grup funcional
Es coneixen derivats susbstituïts químicament de la hidroxilamina. Si es substitueix el grup hidroxil aleshores s'anomena una O-hidroxilamina, si un dels hidrogens amines es substitueix es diu que és una N-hidroxilamina. Exemples de compostos que contenen grups funcionals hidroxilamina són N-tert-butil-hidroxilamina o l'enllaç glucosídic en la caliqueamicina.